# Kirchplatz 1 (Oschersleben)

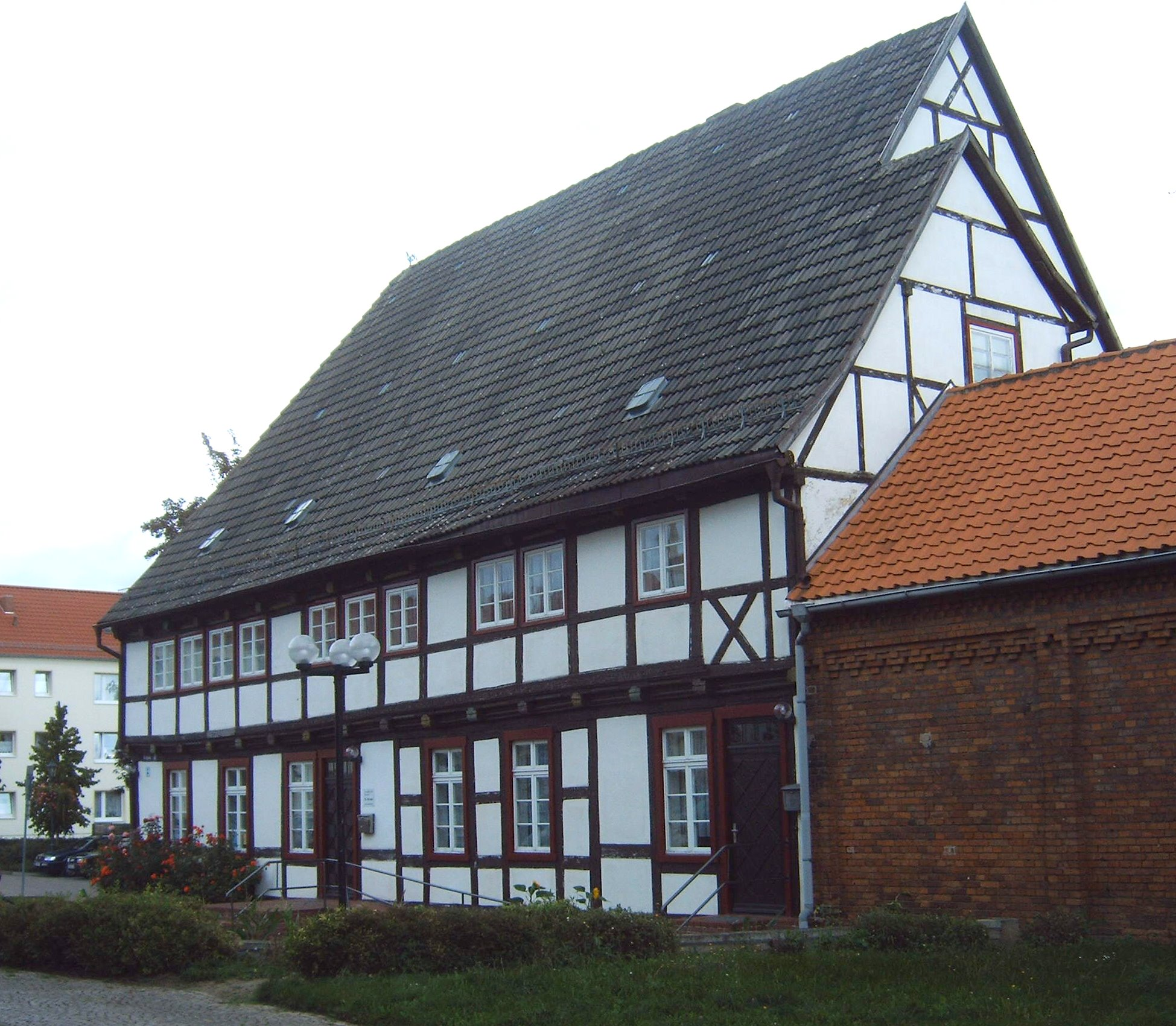
Haus Kirchplatz 1

Das Haus Kirchplatz 1 ist ein denkmalgeschütztes Gebäude in der Stadt Oschersleben (Bode) in Sachsen-Anhalt.

## Lage
Es befindet sich in der Oschersleber Innenstadt, östlich von St. Nicolai.

## Architektur und Geschichte
Das große zweigeschossige Fachwerkhaus entstand nach einer an der Stockschwelle befindlichen Inschrift mit Datierung im Jahr 1661. Im örtlichen Denkmalverzeichnis ist es als Pfarrhaus eingetragen. Die Stellung der Fachwerkständer ist gleichmäßig in Form einer Ständerreihung. Als Verzierungen finden sich Schiffskehlen und Taustäbe. Bedeckt wird das breit gelagerte Gebäude von einem Krüppelwalmdach.